# Jagdsignal

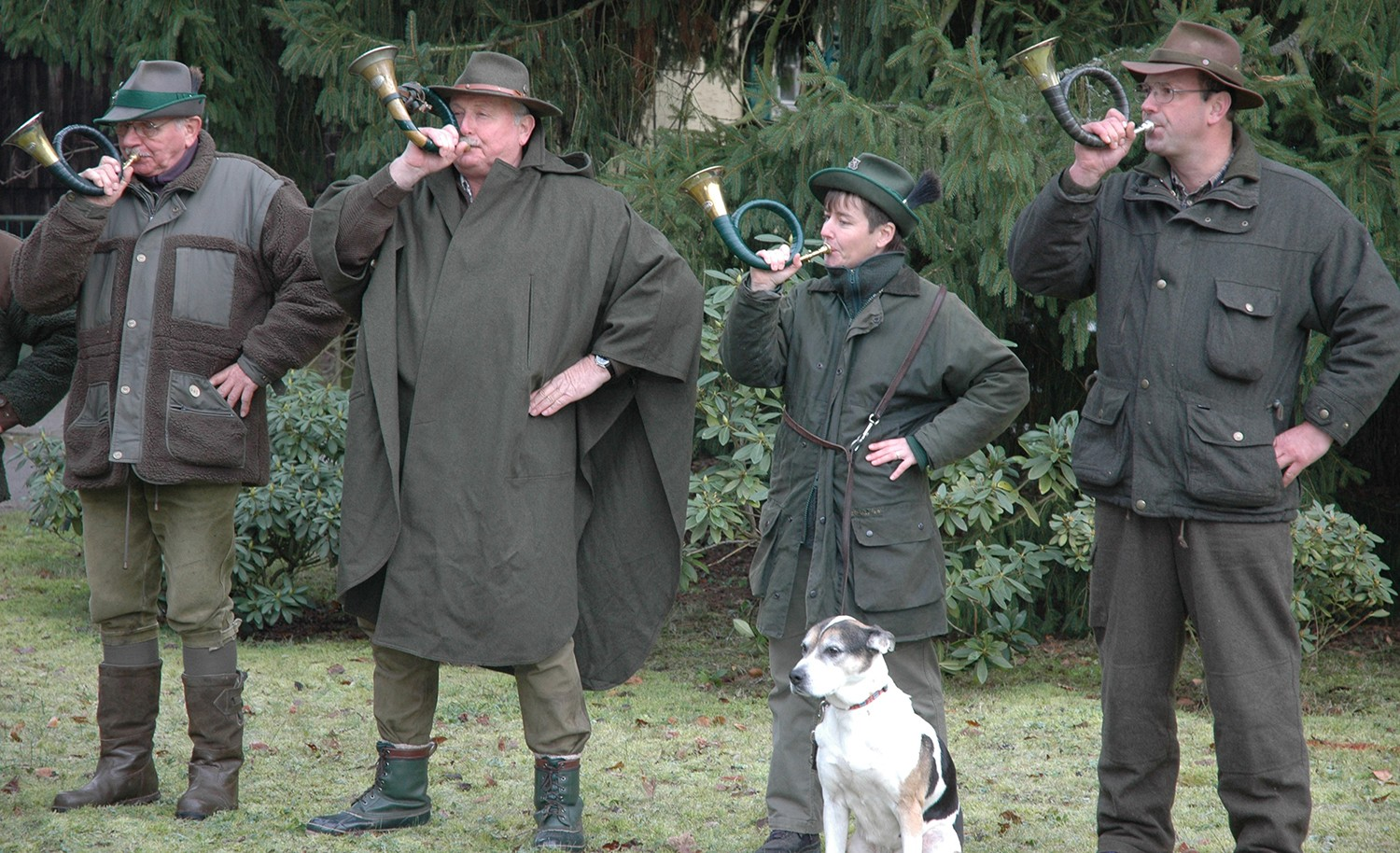
Jagdhornbläser mit Fürst-Pless-Horn

Jagdsignale sind die, während einer Gesellschaftsjagd auf dem Jagdhorn geblasenen Tonfolgen, die eine bestimmte Information mit entsprechendem Verhalten der Jäger zum Ablauf einer Jagd vermitteln.

## Geschichte
Zur Zeit der Parforcejagden erklangen auf den Jagden die Parforcehörner mit den Fanfaren der „chasse à courre“ aus Frankreich. Diese Hörner waren für den Jagdherrn und den evtl. von ihm eingesetzten Jagdleiter das einzige Mittel zur unmittelbaren Verständigung über weite Distanzen während der Jagd.
In Deutschland verbreiteten sich nach der napoleonischen Besatzungszeit neben den Reitjagden auch die Schleppjagden. Für sie gab es ebenfalls Jagdsignale und Fanfaren für B-Jagd- und Es-Parforcehörner. Dieses ehemalige reiterliche Notenmaterial, das auf Reit- und Schleppjagden im 19. Jahrhundert geblasen wurde, ist größtenteils in den Weltkriegsjahren des 20. Jahrhunderts verloren gegangen. Deshalb standen den reiterlichen Jagdhornbläsern in Deutschland ab den 1950er Jahren, als nach dem Zweiten Weltkrieg wieder Schleppjagden hinter Hundemeuten auf künstlichen Fährten geritten wurden, für diesen Jagdablauf keine passenden Jagdsignale und Fanfaren zur Verfügung. Einzig in der Heeres-Druckschrift 32 vom 1. September 1936 befinden sich einige alte Jagdsignale für Es-Parforcehörner.

### Heute
Heute werden wieder Jagdsignale und Fanfaren für B- und Es-Jagdhörner für Reit- und Schleppjagden angeboten. Damit kann dieses Jagdgeschehen wie vor 150 Jahren wieder mit passenden Jagdsignalen bläserisch begleitet werden. Die Jagdsignale für die Reit- und Schleppjagden sind: Abritt zur Jagd, Abschied von der Jagd, Ankunft am Treff, Aufbruch zur Jagd, Beginn des Tages, Begrüßung der Jagdgesellschaft, Begrüßung des Jagdherrn, Curée, Dank an den Huntsman, Dank den Jagdherrn, Die Jagd läuft gut, Fanfare der Equipage, Jagd vorbei – Halali, Gute Jagd, Halali, Heimkehr nach guter Jagd, Hörnerklang zur Jagd, Horrido, Huldigung der Jagd, Neuer Aufbruch, Reiterruf, Rückkehr von der Jagd, Weidmannsdank, Willkommen auf der Jagd, Zu den Brüchen, Zum Stelldichein.

### Gesellschaftsjagd
Das änderte nichts an den Jagdsignalen der Jäger. Ein großer Teil der heutigen Jagdsignale der Jäger für in B gestimmte Jagdhörner, in Deutschland geblasen mit dem Fürst-Pless-Horn, stammt aus der preußischen Militärzeit des 19. Jahrhunderts. In der preußischen Armee war und blieb das Clairon üblich. Diese damaligen Militärsignale sind bis heute mit Blasstil und Klangbild die üblichen Jagdsignale, obwohl dieses Horn erst seit 1880 eingeführt wurde.
Ein Teil der Jagdsignale lässt sich direkt oder mit kleinen Änderungen von den Militärsignalen ableiten. Beim Militär hatten die Signale größtenteils aber eine andere Bedeutung. Auch heute noch sind die Jagdsignale Ausbildungs- und Prüfungsbestandteil und werden auch praktisch bei Gesellschaftsjagden verwandt, auch wenn das Handy viele Aspekte der Kommunikation für die Sicherheit abgelöst hat. Der Schwerpunkt bei der Verwendung der Jagdsignale liegt heute in der Pflege und Förderung des jagdlichen Brauchtums.

## Funktion
Jagdsignale, die heute auf dem Fürst Pleßschen Jagdhorn in B geblasen werden, sind somit ursprünglich weder erbauliche „Musikstücke“, noch verfolgen sie einen künstlerischen Anspruch. 

### Allgemeine Signale
Beim Treffen der Jagdgesellschaft werden jeweils zu Beginn und Ende der Jagd Begrüßung und Halali geblasen, sowie beim Strecke legen die Totsignale. Vor dem Schüsseltreiben noch das Signal Zum Essen. Die weiteren Signale während der Jagd sind Jagdleitsignale. 

### Jagdleitsignale
Von besonderer praktischer Bedeutung als Steuerungs- und Sicherheitselement bei Gesellschaftsjagden ist die Untergruppe der Jagdleitsignale. Die Jagdleitsignale dienen hier hauptsächlich der Abstimmung der Jäger untereinander und der Jäger mit den Treibern. Die Verständigung über Jagdhornsignale ist auch in Zeiten moderner Fernmeldetechnik mit Mobilfunktelefonen vereinzelt noch gebräuchlich, da wo noch genügend Bläser 
zur Verfügung stehen. Insofern ist der Einsatz der Signale, die mit dem Fürst-Pless-Horn geblasen werden, weiterhin von hohem praktischem Wert. 
Die Signale umfassen dabei die Signale, die zur Leitung der Jagd erforderlich sind. Die Jagd wird angeblasen und abgeblasen. Zwischendurch gibt es Anweisungen für Jäger und Treiber zu ganz bestimmten Aufgaben, sowie Warnsignale und Hilferufe bei Gefahren und Unfällen.

### Totsignale

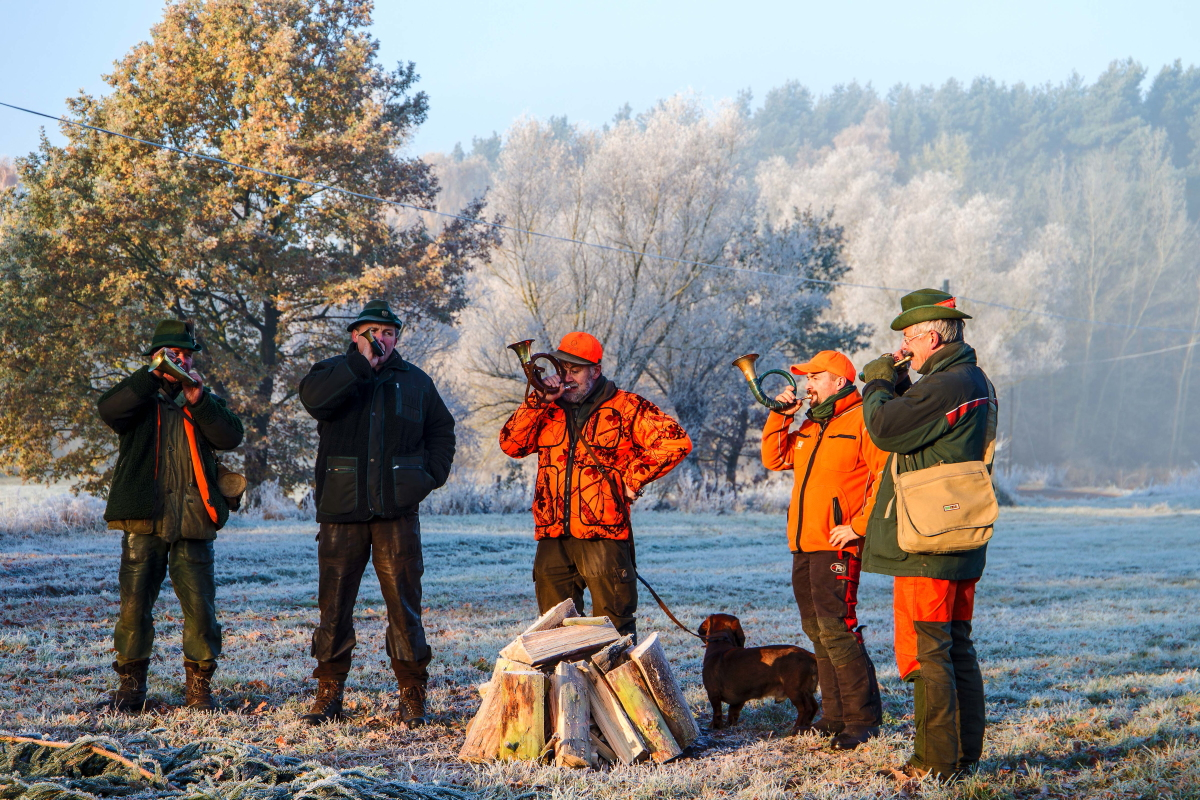
Totverblasen in Mecklenburg

Die Totsignale werden nach der Jagd beim Totverblasen an der Jagdstrecke mit dem Jagdhorn gespielt und gelten dem Wild als letzte Ehrerweisung durch die Jäger. Totsignale werden dabei nach Hochwild und Niederwild geordnet. Beim Totverblasen werden Fürst-Pless-Hörner auch mit in B gestimmten Parforcehörnern geblasen.

### Wettbewerb
Für das Durchführen von Wettbewerben im Jagdhornblasen existiert eine Richtlinie des Deutschen Jagdverbandes (DJV). Gruppengröße, Kleidung und die Verwendung des Fürst-Pless-Hornes, in der „Gemischten Gruppe“ auch die des Parforcehorns in B, sind verbindlich geregelt. Die Signale sind oft zweistimmig, mitunter einstimmig (vor allem Jagdleitsignale) oder selten vierstimmig, in der „Gemischten Gruppe“ mitunter auch sechsstimmig.

## Offizielle Jagdsignale des DJV

### Allgemeine Signale
| Das hohe Wecken | Begrüßung     |
| Zum Essen       | Blattschlagen |
| Jagd vorbei     |               |

### Jagdleitsignale
| Hegeruf                  | Antwort               |
| Notruf                   | Das Ganze             |
| Aufbruch zur Jagd        | Anblasen des Treibens |
| Laut treiben             | Stumm treiben         |
| Aufmunterung zum Treiben | Halt                  |
| Treiber in den Kessel    | Treiber zurück        |
| Hahn in Ruh              | Sammeln der Jäger     |
| Hunderuf                 | Wagenruf              |

Das Jagdleitsignal „Hahn in Ruh“ ist die inoffizielle Bezeichnung für „Aufhören zu schießen“.
In Deutschland sind insbesondere zwei Jagdleitsignale von entscheidender Bedeutung:
- „Das Ganze - Anblasen des Treibens“: Die Jäger dürfen ihre Waffen laden und freigegebenes Wild beschießen. Die Treiber, sofern eingesetzt, beginnen mit ihrer Arbeit.
- „Hahn in Ruh“: Es darf nicht mehr geschossen werden. Die Waffen müssen sofort entladen werden.

### Seltener benutzte Jagdleitsignale
| Treiberwehren             | Ecke vor             |
| Mitte                     | Richtung             |
| Rechter Flügel            | Sammeln der Schützen |
| Linker Flügel             | Sammeln der Treiber  |
| Zusammenziehen der Flügel | Wild ablegen         |

### Hochwildsignale
| Wisent tot | Damhirsch tot |
| Bär tot    | Muffel tot    |
| Elch tot   | Gams tot      |
| Hirsch tot | Sau tot       |

### Niederwildsignale
| Reh tot   | Kaninchen tot |
| Fuchs tot | Flugwild tot  |
| Hase tot  | Raubwild tot  |

## Jagdmusik
Die Anfänge der Jagdmusik gehen bis in die Altsteinzeit zurück. Zur Verständigung über große Strecken wurden Instrumente wie Pfeifen, Knochenflöten mit Grifflöchern und Tierhörner benutzt. Für Opferfeste wurden Instrumente geblasen, die für die Jagd zu schwer waren, wie Aulos, Cornu und Luren. Im Mittelalter wurde der Olifant benutzt. Erste Berichte über Jagdrufe finden sich bei Xenophon. In Frankreich wird im 13. Jahrhundert im Jagdbuch La chace dou cerf der rege Gebrauch von Jagdsignalen beschrieben.
Im 17. Jahrhundert wurden die Instrumente so verbessert, dass mehrstimmige Stücke möglich wurden. Der Gründer des böhmischen St.-Hubertus-Ordens, Graf Franz Anton von Sporck (1662–1738) sorgt für Verbreitung von Jagdmusik. Unterschieden werden Jagdsignale nach der berittenen Jagd und den Jagdsignalen zu Fuß. Beide dienen zur Führung von Jagdgesellschaften, dem Brauchtum, aber auch zur Unterhaltung.
Die Weiterentwicklung der Hörner führt zur Kunstmusik, z. B. das Glückwünschende Jagd-Ballett zum Geburtstag von Johann Friedrich von Brandenburg-Ansbach (1673). Die ersten Aufzeichnungen deutscher Jagdsignale finden sich in Der vollkommene teutsche Jäger. Bekannt sind Johann Sebastian Bachs Jagdkantate Was mir behagt, ist nur die muntre Jagd (1713) oder Carl Maria von Webers Oper Der Freischütz (1821). Die Beliebtheit der Jagdmusik wird in der Instrumentalmusik des 18. Jahrhunderts deutlich. Antonio Vivaldi mit Caccia in Autumno (1725), Leopold Mozart mt Sinfonia da caccia (1756), Joseph Haydn mit Auf dem Anstand (die Symphonie mit dem Hornsignal), sowie Wolfgang Amadeus Mozart mit Jagdquartett B-Dur seien hier als Beispiele genannt. Kompositionen mit jagdlichen Themen ziehen sich durch das 19. Jahrhundert (César Franck, Bedřich Smetana, Antonín Dvořák, Anton Bruckner, Gustav Mahler, Felix Mendelssohn Bartholdy, und bei Franz Liszt die Konzertetude Wilde Jagd). In der Tanz- und Marschmusik entstehen Jägermärsche von Anton Wranitzky und Johann Strauss. Auch die Hubertusmessen gehören zur Jagdmusik.